# Dun Cruit

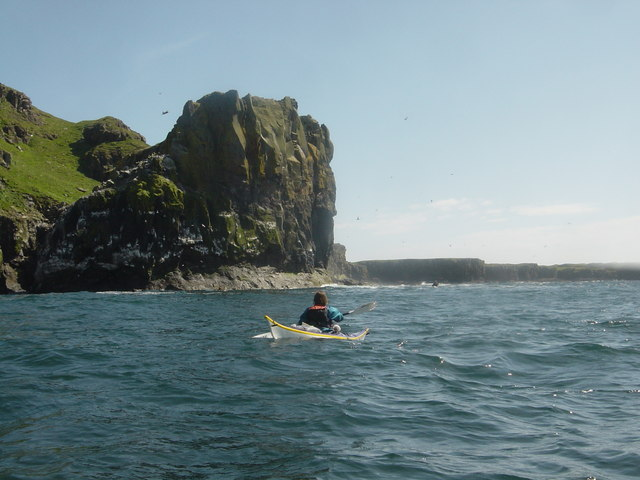
Der Brandungspfeiler von der Seeseite

Dun Cruit auf Lunga, einer Insel der heute unbewohnten Treshnish Isles der Inneren Hebriden in Argyll and Bute in Schottland, ist ein Promontory Fort auf einem unzugänglichen Brandungspfeiler (englisch Stack) an der Westseite von Lunga. 
Dun Cruit bedeutet „piktische Festung“. Wahrscheinlich erfolgte der Zugang mittels einer provisorischen Brücke über die schmale Kluft im Osten.
Dun Cruit ist ein im Grundriss etwa D-förmiger Stack, der durch eine etwa 6,0 m breite Kluft von der Insel getrennt ist. Die Seeseite des Stacks hat mehr als 40 m Höhe, fällt aber von Nordwest nach Südost steil ab. Auf der dem Land zugewandten Seite erreichen die Klippen 15 m bis 20 m Höhe. Die Südseite ist leichter geneigt als der Rest. In diesem Sektor gibt es am Rand der Klippe, die Spuren einer groben Steinmauer. Die grasbedeckte Böschung aus Steintrümmern ist 1,5 m breit und höchstens 0,6 m hoch erhalten. Das Datum und der Zweck des Duns können durch die Beobachtung nicht ermittelt werden, es gilt heutzutage jedoch als unwahrscheinlich, dass es Reste einer Befestigung darstellt, wie von Erskine Beveridge (1851–1920) vorgeschlagen.